# Cruxicheiros
Cruxicheiros is een geslacht van theropode dinosauriërs, behorend tot de groep van de Tetanurae, dat tijdens het middelste Jura leefde in het gebied van het huidige Engeland.

## Naamgeving
De typesoort Cruxicheiros newmanorum is in 2009 beschreven door Roger Benson en Jonathan Radley. De geslachtsnaam is afgeleid van het Latijnse crux, "kruis" en het klassiek Griekse χείρ, cheir, "hand" (abusievelijk weergegeven door de naamgevers als cheiros) een verwijzing naar de vondstlocatie, de Cross Hands Quarry. Een correcte combinatie van de twee elementen had eigenlijk "Crucicheiros" moeten opleveren. De soortaanduiding eert de familie Newman, de eigenaars van deze steengroeve.

## Vondsten
In de steengroeve, gelegen bij Little Compton in Warwickshire, komen lagen van het onderste Bathonien aan de oppervlakte, de Chipping Norton Limestoneformatie, 167 miljoen jaar oud. Het gaat om kalksteen van een mariene kustafzetting. Begin jaren zestig werden hierin de fragmentarische resten gevonden van een enkel theropodenskelet. Deze werden later naar de Birmingham Museum and Art Gallery gebracht, geprepareerd door David Walker en begin jaren negentig tijdelijk tentoongesteld. In 2008 werden ze naar de Warwickshire Museum Service overgebracht om voor het eerst wetenschappelijk onderzocht te worden.

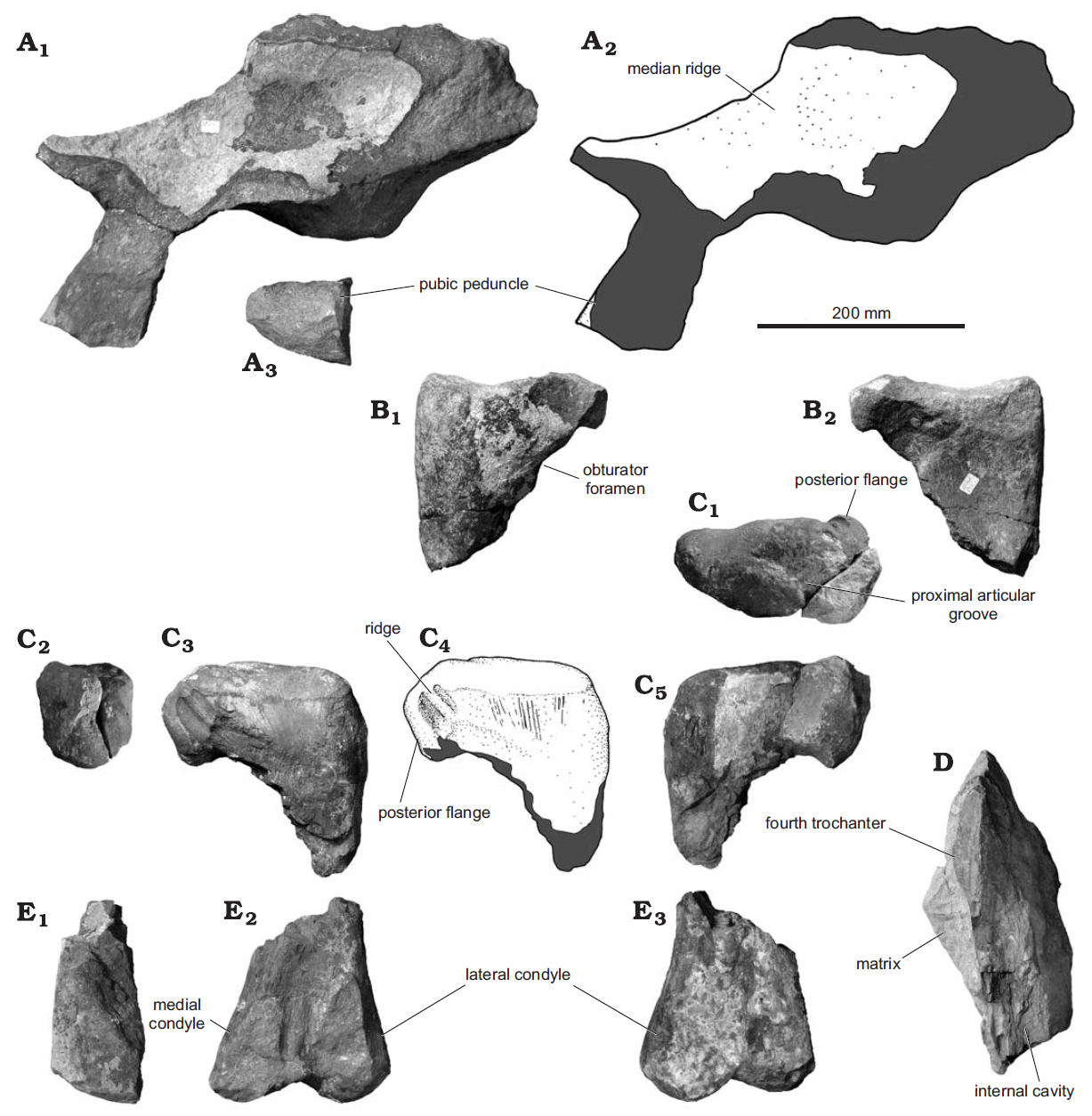
Het dijbeen en het darmbeen

Het holotype, WARMS G15770, bestaat uit een gedeeltelijk dijbeen waarvan de middenschacht ontbreekt. Verder zijn verzameld: een halswervel, stukken van twee ruggenwervels, het voorste deel van een staartwervel, een middenhandsbeen, een rechter-os scapulocoracoideum (vergroeiing van het schouderblad en het ravenbeksbeen), een gedeeltelijk linkerdarmbeen, het uiteinde van een linkerschaambeen, een kuitbeen en verder stukken van de ribben en kleinere botfragmentjes. Het kuitbeen en middenhandsbeen bleken in 2008 zoek; aan de andere kant was er een ruggenwervel meer dan oorspronkelijk genoteerd. In 1980 werd er door P. Stewart in dezelfde groeve een fragmentarisch rechterscheenbeen gevonden wat nu deel uitmaakt van de verzameling van het Oxford University Museum of Natural History. Dit specimen, OUMNH J.29831, is door de beschrijvers niet als paratype aangewezen omdat de kwaliteit te slecht was en het verband met het andere skelet te onzeker.

## Beschrijving
Van de halswervel, die ook een voorste ruggenwervel kan zijn geweest, is het voorste deel afgebroken. Zo werd zichtbaar dat zich in het bot grote luchtholten bevonden, die verbonden waren met de luchtzakken. Een dergelijke pneumatisering is normaal voor de Theropoda; dat de holten zeer groot zijn, is kenmerkend voor de Tetanurae. De ruggenwervels zijn echter niet gepneumatiseerd, zoals bij de meer afgeleide tetanuren wel het geval is. Het doornuitsteeksel op de ruggenwervels is vrij laag en vooraan voorzien van ruwe aanhechtingspunten voor gedeeltelijk verbeende pezen. Beide zijn basale kenmerken voor de Tetanurae. Voor aan de basis van het doornuitsteeksel van de staartwervel was een kleiner uitsteeksel aanwezig; dit is een synapomorfie, gedeeld nieuw kenmerk, van de tetanuren. Een tweede synapomorfie was het ver uiteenstaan van de preapozygofysen, de voorste werveluitsteeksels.

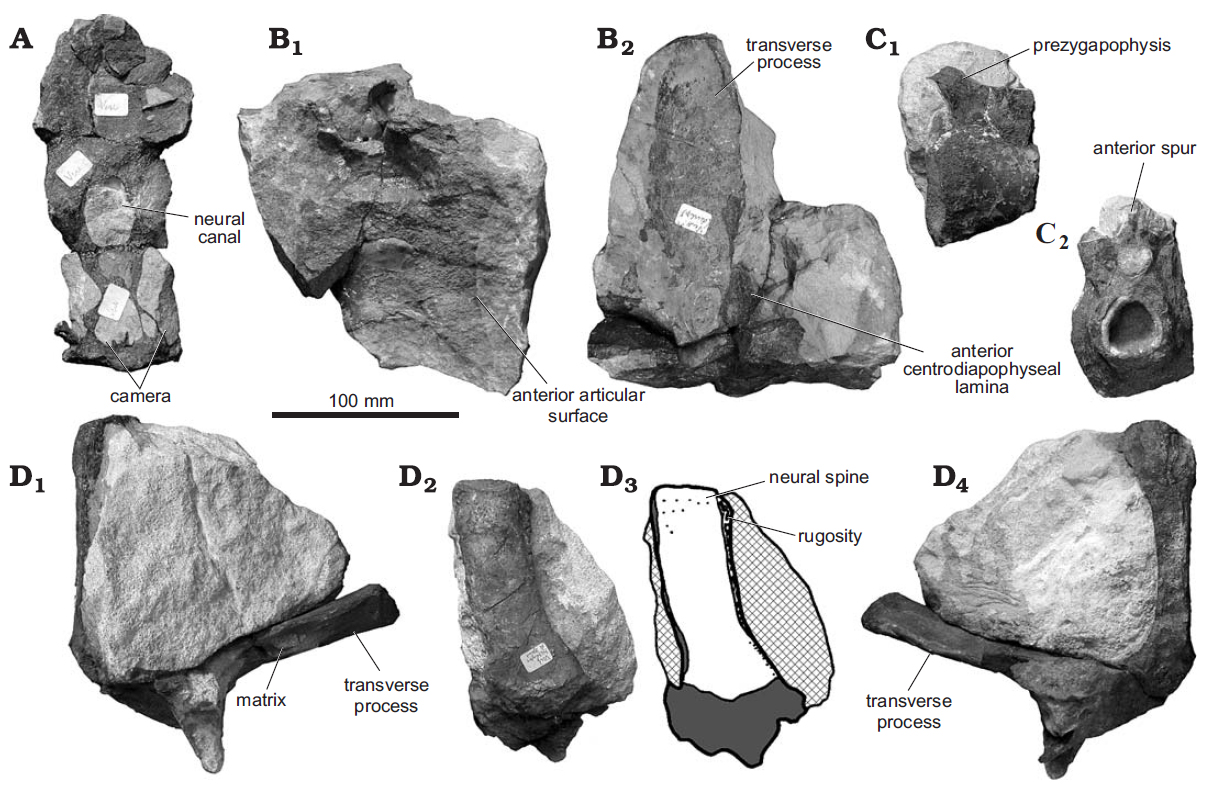
Wervels

Het schoudergewricht was zwaar verbeend en naar achteren en zijwaarts georiënteerd. Het darmbeenfragment is 477 millimeter lang. Het toont aan de zijkant een lage brede middenrichel, opnieuw een synapomorfie van de Tetanurae. Het stuk schaambeen is vrij breed van vorm en 9,5 centimeter lang. De heupkop van het dijbeen, waarvan drie stukken bewaard zijn gebleven, is 18,5 centimeter lang en 9,5 centimeter breed. Vooraan bevindt zich een horizontale groeve, een basaal kenmerk dat Neotetanurae missen. De achterste trochanter van de heupkop is groot en heeft aan de buitenste basis een brede groeve. In die groeve loopt weer een richel. Deze richel hebben de beschrijvers aangewezen als enige te identificeren autapomorfie van Cruxicheiros, een uniek kenmerk dat aantoont dat het inderdaad om een apart taxon gaat.
De totale lengte was ongeveer zeven à acht meter

## Fylogenie

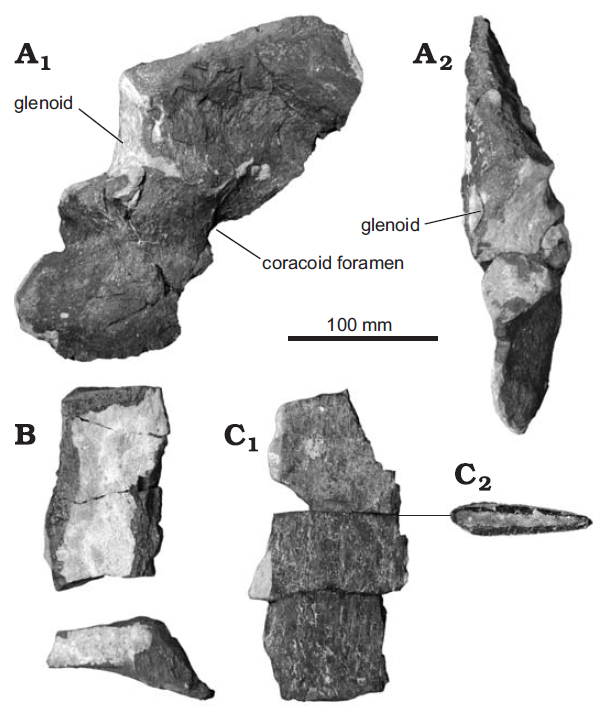
Schouderblad

De beschrijvers hebben een exacte kladistische analyse uitgevoerd die van drie posities binnen de fylogenetische stamboom aangaf dat ze even waarschijnlijk waren: de meest basale soort van de Tetanurae, de meest basale soort van de Neotetanurae en de meest basale soort van de Megalosauroidea. Aangezien ze niet alle drie waar kunnen zijn, hebben de beschrijvers zich beperkt Cruxicheiros te classificeren als Tetanurae incertae sedis.
Theropode materiaal uit het Bathonien van Engeland werd vroeger automatisch aan Megalosaurus toegewezen. Cruxicheiros verschilt echter in details van Megalosaurus, zoals de vorm van de heupkop, de nauwere schaambeenderen en de lagere doornuitsteeksels. Hij viel in de analyse ook niet uit als de zustersoort van deze vorm. De beschrijvers concludeerden dat Megalosaurus alleen uit lagen van het middelste Bathonien bekend is en vondsten van een andere datering apart moeten worden gehouden.

## Levenswijze
Cruxicheiros was een vleeseter. Het is moeilijk vast te stellen waarop deze middelgrote roofsauriër joeg omdat er niet veel planteneters uit die periode uit Engeland bekend zijn. Cardiodon was een sauropode die iets later in het Bathonien daar leefde.